# Ronan Byrne
Ronan Byrne (* 17. April 1998) ist ein irischer Ruderer.
Byrne belegte im Doppelzweier zusammen mit Daire Lynch den achten Platz bei den Junioren-Weltmeisterschaften 2016. Zwei Jahre später ruderte Byrne im Einer auf den fünften Platz bei den U23-Weltmeisterschaften. Bei den Weltmeisterschaften 2018 in Plowdiw ruderte er zusammen mit Philip Doyle im Doppelzweier und erreichte den neunten Platz. 2019 belegten Doyle und Byrne den zehnten Platz bei den Europameisterschaften in Luzern. Beim Weltcup-Finale in Rotterdam erreichten die Iren als Zweite hinter den Schweizern das Ziel. Sechs Wochen später siegte bei den Weltmeisterschaften 2019 in Linz-Ottensheim der chinesische Doppelzweier, dahinter erhielten Doyle und Byrne die Silbermedaille. Bei den U23-Europameisterschaften in Ioannina gewann Byrne die Goldmedaille im Einer.
2020 gewann Byrne zusammen mit Daire Lynch bei den U23-Europameisterschaften die Goldmedaille im Doppelzweier. Anschließend starteten sie noch bei den Europameisterschaften in Posen, wo sie hinter den Booten aus den Niederlanden und der Schweiz die Bronzemedaille gewinnen konnten. Bei den Olympischen Spielen in Tokio belegten Byrne und Doyle den zehnten Platz.

## Internationale Erfolge
- 2016: 8. Platz Junioren-Weltmeisterschaften im Doppelzweier
- 2018: 5. Platz U23-Weltmeisterschaften im Einer
- 2018: 9. Platz Weltmeisterschaften im Doppelzweier
- 2019: 10. Platz Europameisterschaften im Doppelzweier
- 2019: Silbermedaille Weltmeisterschaften im Doppelzweier
- 2019: Goldmedaille U23-Europameisterschaften im Einer
- 2020: Goldmedaille U23-Europameisterschaften im Doppelzweier
- 2020: Bronzemedaille Europameisterschaften im Doppelzweier
- 2021: 7. Platz Europameisterschaften im Doppelzweier
- 2021: 10. Platz Olympische Spiele 2020 im Doppelzweier